# Cuyuxquihui
Cuyuxquihui es una zona arqueológica y antigua ciudad prehispánica de la cultura totonaca ubicada en el valle de Tecolutla, en la región del Totonacapan, cerca de 22 kilómetros (14 millas) al sureste de El Tajín, a dos kilómetros de la población Paso de Correo, en el municipio de Papantla del estado de Veracruz, México.
Cuyuxquihui es una palabra compuesta del idioma totonaco: cuyu ‘armadillo’ y quihui ‘palo’, ‘madera’ o ‘árbol’; ‘árbol de armadillo’, en alusión a un árbol que florece en las montañas inmediatas y cuya corteza es similar al caparazón de este animal.
La región administrativa denominada Totonaca en el estado de Veracruz, incluye el valle de Tecolutla, tiene importantes zonas arqueológicas prehispánicas, construidas por los totonacas, quienes habitaban cerca del mar. El Tajín es uno de esos asentamientos.

## Los Totonacas
La cultura Totonaca, cuyo nombre posiblemente se traduce del totonaco, como ‘tres corazones’, en probable referencia a tres centros de esta cultura: 
- El Tajín (300-1200), máximo exponente del esplendor de la cultura totonaca,
- Papantla (900-1519).
- Zempoala (900-1519).

Esta cultura tuvo una cerámica muy variada, escultura en piedra, arquitectura monumental y avanzada concepción urbanística de las ciudades.
Su lenguaje fue el totonaco, una (macro) lengua perteneciente a la familia totonaco-tepehua, formada por unas siete lenguas. Es hablado por nativos totonacos, que habitan en la sierra Madre Oriental entre los estados mexicanos de Puebla y Veracruz, principalmente.

## El Sitio

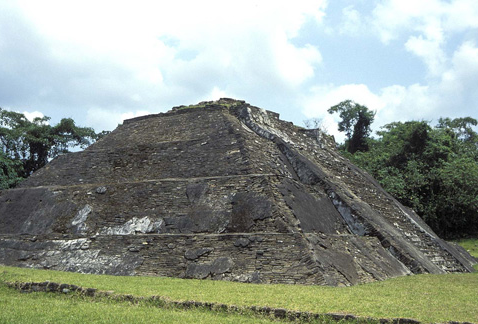
Estructura de Cuyuxquihui.

El sitio tiene características de una fortificación, se ha comprobado la existencia de rasgos arquitectónicos, como muros de contención, con orientación norte-sur en la explanada; por la altura son relativamente inaccesible por el poniente, del lado oriente hay un acantilado que produce el efecto de aislamiento o protección. Es probable que las necesidades de protección fueran como consecuencia de la caída de El Tajín, y el movimiento poblacional que hubo.
Evidencia arqueológica de los sitios de la región, infieren que muchos de ellos fueron contemporáneos del Tajín y que algunos se fundaron como consecuencia de su caída y abandono. Se piensa que Cuyuxquihui fue fundado en 1250.
A partir de la caída del Tajin, Cuyuxquihui se convirtió en un importante centro ceremonial. La construcción de edificios fue sobre plataformas niveladas en la ladera del terreno, similar a Tajín Chico. Las primeras construcciones utilizaron materiales selectos, unidos con morteros, enjarres de estuco grueso y pintado.
Cuyuxquihui fue conquistado por los aztecas, Moctezuma Ilhuicamina (1398–1469) hacia 1465, probablemente una de las razones más importantes de la mezcla de elementos totonacas, mexicas y huastecos.

## Estructuras

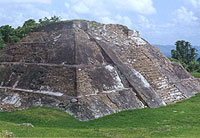
Zona arqueológica de Cuyuxquihui.

Edificios más importantes:

### Edificio 1
Es un edificio piramidal de cuatro cuerpos. Tiene un pequeño muro vertical; se han encontrado restos de pintura azul y roja; se encontró aquí un cuchillo, cerámica fina y tabletas con el relieve de Quetzalcóatl. Probablemente este edificio tuvo usos rituales.

### Edificio Sur
Se considera como la estructura más antigua del lugar.

### Edificio III
Esta estructura fue remodelada en tres ocasiones; la última, en 1400, tiene influencia azteca. Sobre la estructura se encontró un monolito de dos metros de altura. 

### Edificios IV y V
También son llamados "dos unidos"; en la parte superior ambos tienen una pequeña plataforma en la que seguramente se desplantaba una construcción ahora desaparecida.

### Juego de pelota
Es una cancha de 72 metros de largo por 4 de ancho en forma de "I", fue construida sobre un accidente topográfico.